# Příměří z Compiègne

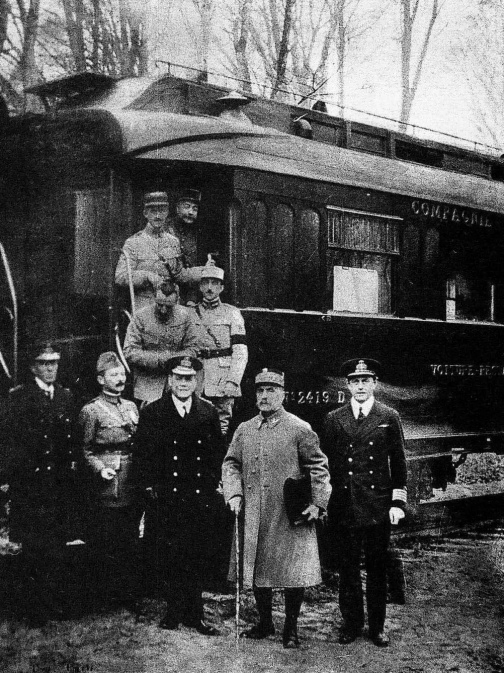
Zástupci přítomní při vyjednávání o příměří; francouzský maršál Foch je druhý zprava

Příměří z Compiègne bylo příměří uzavřené mezi Státy Dohody a Německou říší na konci první světové války. Vstoupilo v platnost 11. listopadu 1918 v 11 hodin pařížského času. Tím byly ukončeny boje na západní frontě války. Příměřím z Compiègne dosáhly Dohodové státy vítězství, zatímco Německá říše jím de facto doznala svoji porážku, ačkoliv formálně nekapitulovala. Předchozím vyjednáváním o příměří reagovalo Německo opožděně na program čtrnácti bodů prezidenta Spojených států amerických Woodrowa Wilsona z ledna 1918. I přesto, že příměří ukončilo boje první světové války, trvalo ještě šest měsíců, než byla během Pařížské mírové konference přijata Versailleská smlouva, která znamenala definitivní mír a faktickou kapitulaci Německa.

## Předpoklady pro vyjednávání opříměří

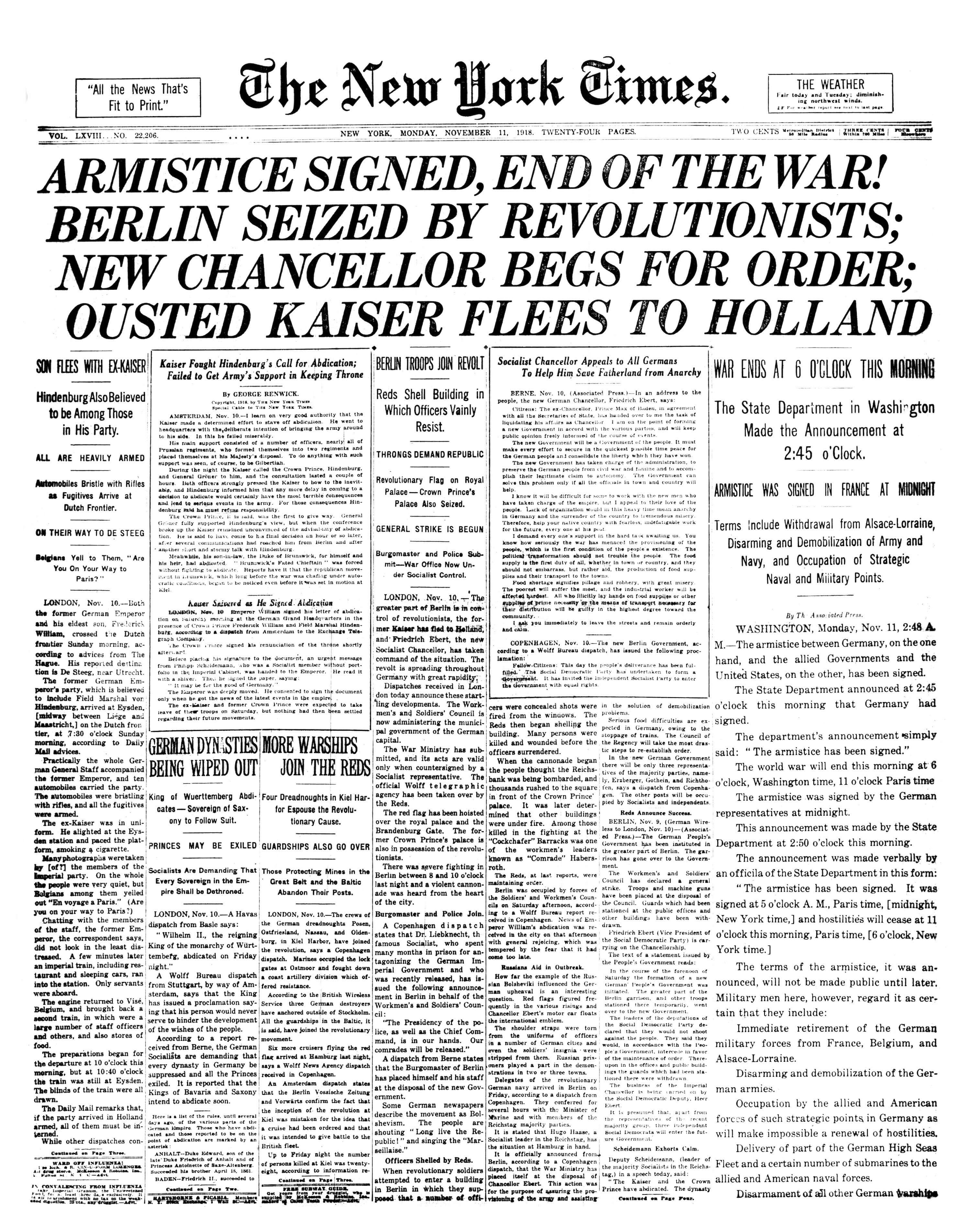
Titulní strana deníku The New York Times 11. listopadu 1918

29. září 1918 informovalo německé nejvyšší armádní velení císaře Viléma II. a říšského kancléře, hraběte Georga von Hertlinga, na říšském vojenském velitelství v belgickém Spa o tom, že vojenská situace Německa vypadá beznadějně. Generál Erich Ludendorff, který měl po neúspěchu německé jarní ofenzívy obavy z vojenského obratu, prohlásil, že nemůže zaručit udržení západní fronty v příštích 24 hodinách a požadoval, aby bylo uzavřeno okamžité příměří se státy Dohody. Také doporučil přijmout čtrnáct bodů navržených americkým prezidentem Woodrowem Wilsonem v lednu 1918 a usiloval o demokratizaci Německé říše ve snaze zmírnit válečné dopady na Německo a vymoci si výhodnější mírové podmínky. To mu umožnilo zachovat čest německé říšské armády a předat odpovědnost za kapitulaci do rukou demokratických politických stran a Říšského sněmu (Reichstagu).
3. října byl říšským kancléřem jmenován liberální politik a velkovévoda Maxmilián Bádenský, jenž v této funkci nahradil Georga von Hertlinga. Jeho úkolem bylo vyjednávat o příměří. Po dlouhých debatách s císařem a hodnocení politické a vojenské situace Německé říše zaslala německá vláda 5. října depeši americkému prezidentovi Wilsonovi, v níž vyjádřila souhlas s vyjednáváním o podmínkách příměří podle Wilsonových čtrnácti bodů. Jako předpoklad možného jednání požadoval Wilson ústup německých vojsk ze všech obsazených území, zastavení válečných aktivit na moři a abdikaci císaře Viléma II. 23. října byl vládou USA vznesen požadavek na bezpodmínečnou kapitulaci Německa.
Na konci října došlo k náhlé změně, když generál Erich Ludendorff vyhlásil obnovení bojů, přestože o měsíc dříve požadoval vyjednávání o příměří. Německá armáda byla tou dobou již na ústupu z obsazených území k hranicím Německa. Docházelo také k častým dezercím vojáků. Říšská vláda se v Německu držela i nadále u moci a generál Ludendorff byl ve funkci nahrazen Wilhelmem Groenerem. 5. listopadu se představitelé států Dohody shodli, že na jednáních o příměří budou požadovat válečné reparace. Poslední zprávu amerického prezidenta Wilsona přijala německá vláda v Berlíně 6. listopadu. Tentýž den byla do Francie odeslána delegace, kterou vedl tehdy subalterní politik Matthias Erzberger (byl pouze státním sekretářem bez portefeuille), s cílem vyjednávat o podmínkách příměří.
Při následujícím vyjednávání o příměří došlo ke konfliktu mezi Spojenými státy americkými a vládami Spojeného království, Francie a Itálie, které odmítaly přistoupit na Wilsonových čtrnáct bodů. To vedlo k pětitýdennímu zpoždění a k výraznému zhoršení sociální situace v Evropě před podepsáním příměří. Státy Dohody nesouhlasily s americkým návrhem, který počítal s demilitarizací všech zúčastněných zemí a domnívaly se, že by se mělo odzbrojení týkat pouze centrálních mocností. Existovaly také rozpory týkající se poválečného uspořádání Evropy, které by nezahrnovalo ideál práva na sebeurčení národů. Státy Dohody vnímaly čtrnáct bodů jako soubor nejasných principů, na nichž měl být vybudován mír v Evropě, které však byly podle nich nepřijatelné.

## Listopadová revoluce
V noci z 29. na 30. října 1918 vypukla vzpoura námořníků v přístavu Wilhelmshaven a během několika dnů se masové protesty a demonstrace rozšířily napříč celým Německem. To vedlo 9. listopadu k vyhlášení republiky, ustanovení dočasné správní vlády označované jako Rada lidových představitelů a k abdikaci císaře Viléma II. Pruského, jenž uprchl do nizozemského exilu. V tentýž den byla vláda předána z rukou říšského kancléře Maxmiliána Bádenského do rukou sociálně demokratického politika Friedricha Eberta.
Friedrich Ebert byl členem Sociálně demokratické strany Německa. Matthias Erzberger, jenž vyjednával ve Francii o příměří, zastupoval Německou stranu Centrum. Obě politické strany byly zastoupeny v Říšském sněmu a požadovaly mír už od roku 1917. Vzhledem k tomu, že Říšský sněm měl v Německém císařství jen malý vliv na vládu, k mírovým jednáním, která mohla vést k dřívějšímu vyhlášení republiky, nedošlo.

## Vyjednávání příměří

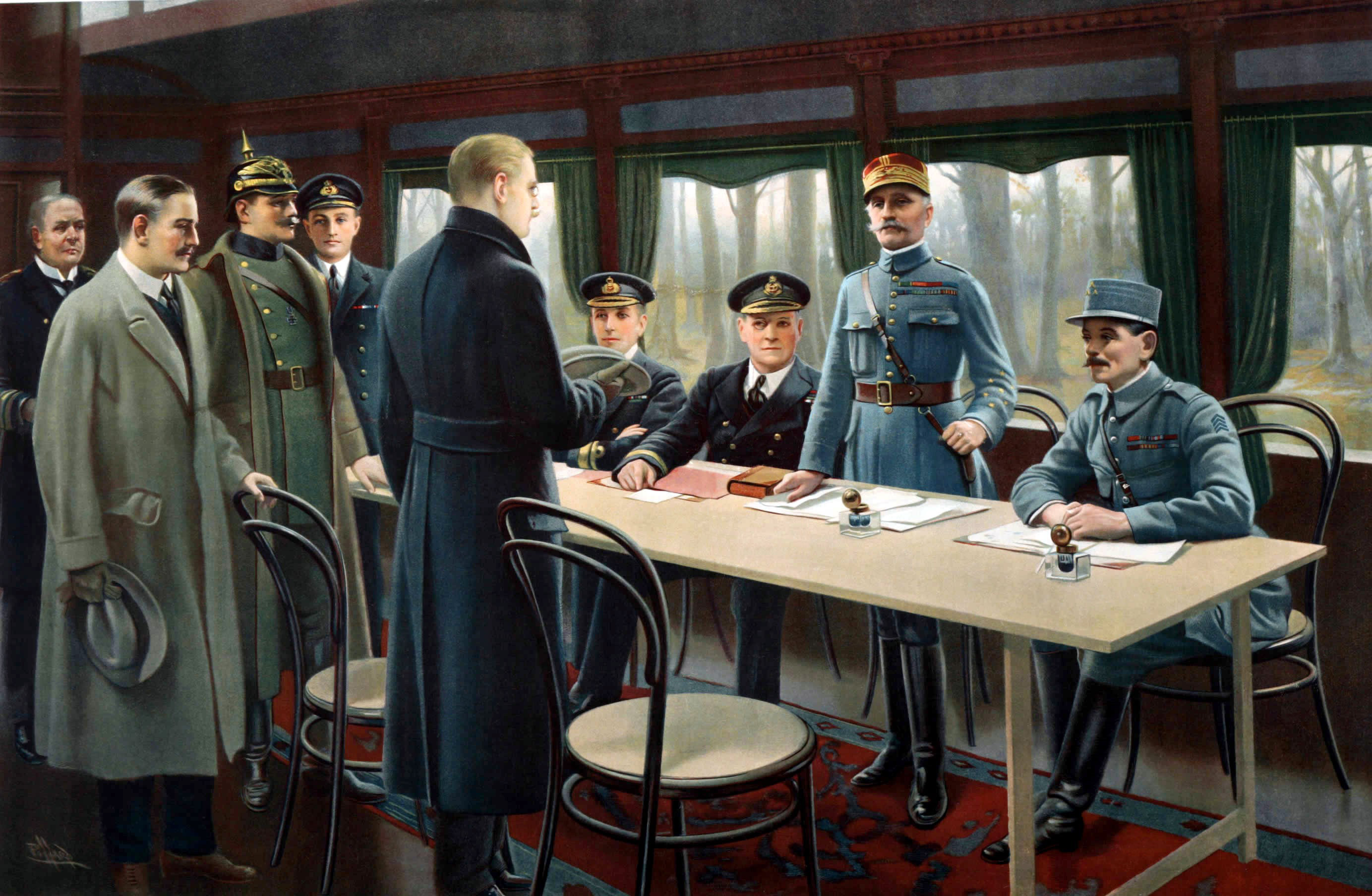
Kresba ukazující vyjednávání o příměří v železničním voze v Compiègneském lese

Německá delegace v čele s Matthiasem Erzbergerem překročila frontovou linii, deset hodin cestovala válkou poničenou severní Francií a na místo dorazila v ranních hodinách 8. listopadu. Členové delegace poté nastoupili do železničního vozu soukromého vlaku maršála Ferdinanda Foche, který byl odstavený na vlečce v Compiègneském lese poblíž Compiègne.
Během třídenního jednání se sám Foch objevil ve voze pouze dvakrát, a to v prvním dnu jednání, kdy vyslechl požadavky německé delegace a následně poslední den, kdy zkontroloval podpisy pod vyjednaným příměřím. Německá delegace předala požadavky představitelům států Dohody a dala jim 72 hodin na přijetí. Delegace jednala s různými zástupci Francie a států Dohody, nikoliv však se samotným Fochem. Příměří zahrnovalo úplnou demilitarizaci Německé říše, na oplátku slíbily státy Dohody Německu některé ústupky. Námořní blokáda Německa nemohla být podle dohodnutých podmínek zrušena dříve, než bude dohodnut plnohodnotný mír.
Německé delegaci se podařilo vyjednat některé požadavky, které dříve zástupci Dohody odmítali, a také podali oficiální protest proti nepřiměřenosti požadavků a podmínek států Dohody. Nicméně zástupci Německé říše byli v pozici, ve které museli příměří přijmout a podepsat. V sobotu 10. listopadu ukázali francouzští zástupci německé delegaci pařížské noviny, které informovaly lid o tom, že německý císař Vilém II. Pruský abdikoval. Téhož dne obdržel Erzberger instrukce od Eberta, že má příměří podepsat. Německá vláda obdržela ještě před podpisem příměří žádost od Paula von Hindenburga, v níž žádal o podpis příměří i v případě, že se německým zástupcům nepovede u zástupců Dohody vyjednat lepší podmínky příměří. Příměří bylo definitivně dohodnuto 11. listopadu 1918 v pět hodin ráno s účinností od 11 hodin pařížského času (12 hodin německého času), z tohoto důvodu bývá někdy celá událost neformálně označována jako „jedenáctá hodina jedenáctého dne v jedenáctém měsíci“.
Po podpisu příměří v Compiègneském lese došlo k okupaci Porýní vojsky Spojených států amerických, Belgie, Francie a Spojeného království.

## Prodloužení příměří
Než byl přijat definitivní mír, bylo příměří celkem třikrát prodlouženo. Mír byl přijat 20. ledna 1920.
- Ustanovení příměří (11. listopadu 1918–13.  prosince 1918)
- První prodloužení příměří (13. prosince 1918-16. ledna 1919)
- Druhé prodloužení příměří (16. ledna 1919–16. února 1919)
- Třetí prodloužení příměří (16. února 1919–20. ledna 1920)

## Klíčové osoby

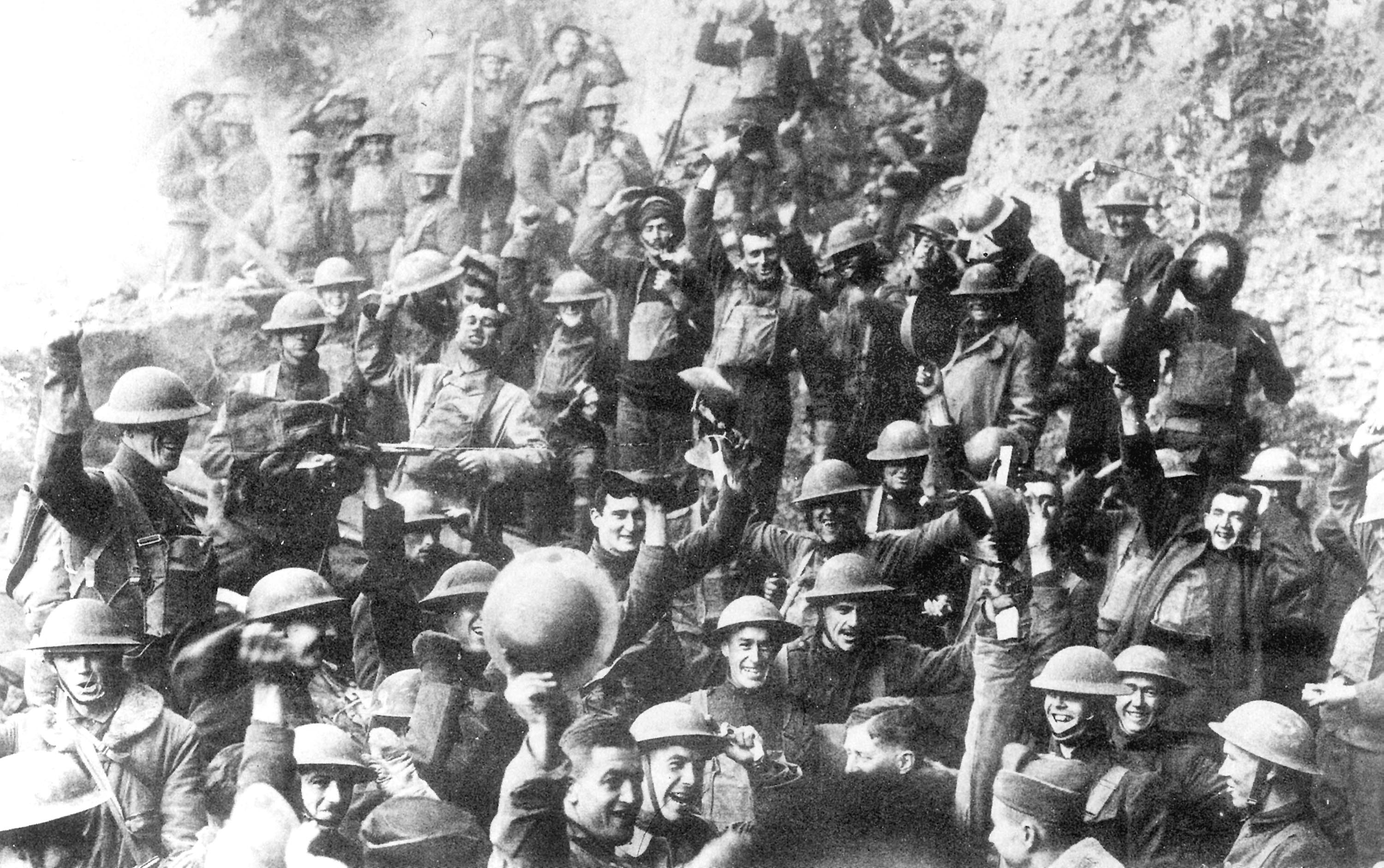
Američtí vojáci 64. pluku oslavují příměří, 11. listopadu 1918

Za státy Dohody byli vyjednávání o příměří přítomni:
- maršál Francie Ferdinand Foch
- francouzský generál Maxime Weygand
- britský první námořní lord Rosslyn Wemyss
- kontradmirál Royal Navy George Hope
- kapitán Royal Navy Jack Marriott

Za Německou říši byli vyjednávání o příměří přítomni:
- politik Matthias Erzberger
- hrabě Alfred von Oberndorff z ministerstva zahraničí
- armádní generálmajor Detlof von Winterfeldt
- námořní kapitán Ernst Vanselow

## Podmínky příměří
Příměří zahrnovalo celkem 35 podmínek, mezi hlavní patřily následující:
- Ukončení veškerých pozemních a vzdušných vojenských operací do šesti hodin od přijetí příměří.
- Stažení veškerých německých vojáků z Francie, Belgie, Lucemburska a Alsaska-Lotrinska do 14 dnů.
- Následné stažení veškerých německých vojáků z území západně od Rýna a také stažení německých vojáků na východním břehu Rýna z okolí měst Mainz, Koblenz a Kolín nad Rýnem ve vzdálenosti 30 kilometrů od těchto měst, s následnou okupací Porýní vojsky Dohody.
- Stažení veškerých německých vojáků z východní fronty, Turecka, Rakouska-Uherska a Rumunska na německé území do stavu, jaký byl 1. srpna 1914.
- Zřeknutí se Brestlitevského míru uzavřeného s Ruskem a Bukurešťského míru uzavřeného s Rumunskem.
- Odevzdání všech německých ponorek.
- Odevzdání 5000 děl, 25 000 kulometů, 3000 minometů, 1700 letadel, 5000 motorů pro lokomotivy, 150 000 silničních vozidel.
- Okamžité propuštění všech britských, francouzských a italských válečných zajatců s tím, že němečtí váleční zajatci budou propuštěni až po přijetí míru.